# Csisztafürdő vasútállomás
Csisztafürdő vasútállomás a Balatonfenyvesi Gazdasági Vasút csisztai szárnyvonalának végállomása Buzsák közigazgatási területén, a névadó Csisztafürdő településrész déli részén. Az állomást a MÁV üzemelteti; közúti megközelítését csak önkormányzati utak biztosítják.

## Története
A csisztai szárnyvonalon a személyszállítás 2002. szeptember 2-ától szünetelt. A pálya felújításával 2021. július 1-jétől újra közlekednek a vonatok.

## Kapcsolódó állomások
A vasútállomáshoz az alábbi állomások vannak a legközelebb:
- Imremajor vasútállomás

## Forgalom
| Járat        | Útvonal                                      | Gyakoriság |
| ------------ | -------------------------------------------- | ---------- |
| személyvonat | Balatonfenyves GV – Imremajor – Csisztafürdő | 2 óránként |